# Nicola Bolzonello
Nicola Bolzonello (Montebelluna, 17 giugno 1987) è un nuotatore italiano.

## Carriera
È specializzato nella 5 e 10 km nel nuoto di fondo. Il 15 settembre 2012 vince la sua prima medaglia importante agli europei di fondo a Piombino conquistando una medaglia di bronzo nella 10 km.